# Baía de Setúbal
Baía de Setúbal – zatoka Oceanu Atlantyckiego, położona wzdłuż wybrzeży Portugalii. Ma 18,5 mili (29,8 km) długości i 37 mil (60 km) szerokości (u wlotu). Zatoka jest otoczona słonymi bagnami. W zatoce odbywają się połowy sardynek, jest ona również naturalnym siedliskiem delfina butlonosego, jednej z nielicznych osiadłych populacji delfinów w Europie. Uchodzi do niej rzeka Sado. Na północnym wybrzeżu zatoki leży miasto Setúbal.